# Sidonismo

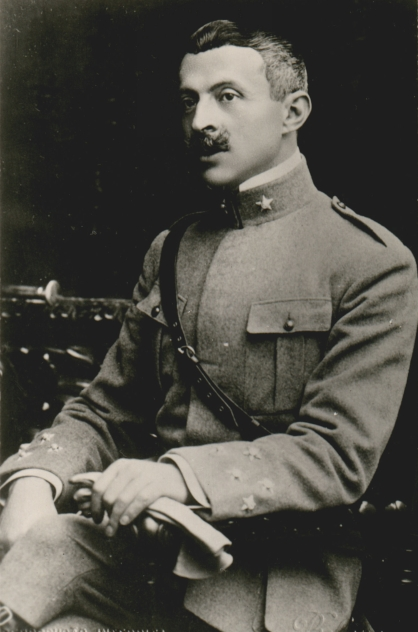
O "presidente-rei" Sidónio Pais, que governou entre dezembro de 1917 e dezembro de 1918.

Sidonismo (também chamado de Consulado Sidonista, República Nova ou Nova República) designa o regime vigente em Portugal durante o governo de Sidónio Pais (dezembro de 1917 a dezembro de 1918). As suas medidas tornaram-se o ideário do Partido Sidonista, de direita. As ideias de Sidónio Pais durante o seu governo foram cruciais para a consolidação de diversas ditaduras nas Américas e na Europa, chegando a influenciar ditaduras proto-fascistas e militaristas no mundo todo, dentre as quais, o Estado Novo de Getúlio Vargas (Brasil) e António Salazar (Portugal), assim a ditadura paraguaiana de Rafael Franco. O Sidonismo é um dos precursores do militarismo moderno, principalmente pelas ideias de que os problemas d'uma nação são internos (e não externos); de que o Estado é a única autoridade numa nação e que as forças armadas são a única autoridade que podem cometer violência legitimamente; e de que deve-se recuperar os valores tradicionais para transformar a sociedade.
Apesar de ser (erroneamente) alinhado com o Integralismo Lusitano, que defende uma Monarquia tradicional além do conservantismo, o Sidonismo não se importa, de facto, com quem (ou o que) está no poder, mas sim a sua ligação aos interesses nacionais, o que tem a ver principalmente com a estrutura e a ação do Estado. O que interessa, em resumo, não é se o Estado é monarquia ou república, mas sim qual a sua função social e autoridade.

## Origens
Após o ultimato britânico de 1890, a monarquia portuguesa entrou em crise, pois vários movimentos (especialmente os republicanos) acharam que a monarquia não representava, de facto, Portugal. Várias disputas internas por influência ocorreram, e Portugal começou a sofrer um certo retrocesso, pois estava ficando para trás em relação a outros países europeus, como a Espanha, a França e a Alemanha. Isto fortaleceu ainda os movimentos republicanos. Finalmente, em 5 de outubro de 1910, a Primeira República Portuguesa foi proclamada. Neste interim, em 1912, Sidónio Pais foi nomeado como ministro de Portugal (cargo equivalente ao de Embaixador) em Berlim.
Em 9 de março de 1916, quando Portugal declara guerra à Alemanha, regressa a Lisboa. Pró-Alemanha, ele se torna o principal contestador do regime democrático (e instável) que até então vigorava.

### Revolução Dezembro de 1917

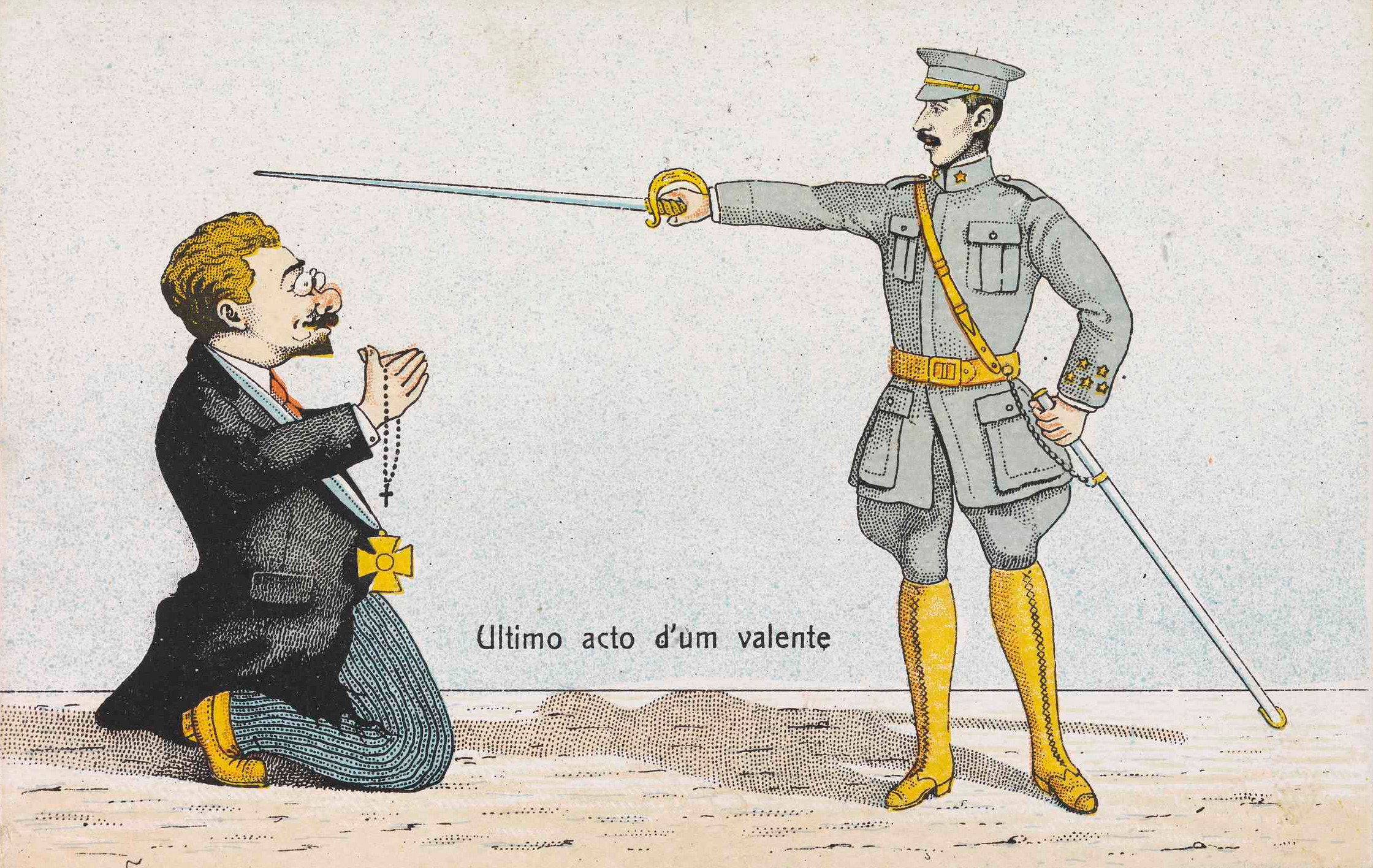
Cartoon ilustrando a Revolução de Dezembro de 1917.

Em 5 de dezembro de 1917, uma revolta militar toma conta de Portugal, e após dias de intensos combates, em 8 de dezembro, uma Junta Revolucionária tomou o poder, dissolvendo o parlamento, depondo e exilando o até então presidente, Bernardino Machado. A 11 de Dezembro foi constituído um novo Governo chefiado por Sidónio Pais, o 15.º governo. Para além dos elementos da Junta Revolucionária, o novo governo integrou três unionistas, dois centristas e um independente. O novo regime começa a ser apelidado pelos seus apoiantes como a República Nova. No dia 27 de Dezembro de 1917, a República Nova de Sidónio Pais decretou alterações à Constituição Portuguesa de 1911, introduzindo um regime presidencialista, no qual o Presidente do Ministério assumia as funções de Presidente da República enquanto não fosse eleito pelo futuro Congresso o Presidente da República. Em 28 de abril de 1918 foi eleito Presidente da República por sufrágio direto e universal, sendo que o candidato único, Sidónio Pais, obteve 468 275 votos. 

### Governo de Sidónio Pais
Em 9 de maio tomou posse, dando início ao 16.º governo. durante o seu governo, são dignos de realce os seguintes fatos:
1. Em fevereiro, é alterada a lei da separação entre a Igreja e o Estado;
2. Em março, é declarado o sufrágio universal;
3. Em abril, as tropas portuguesas são derrotadas na batalha de La Lys,
4. Em julho, são reatadas as relações com a Santa Sé.

Passado o estado de graça, sucedem-se as greves, as contestações, e as tentativas de pôr fim ao regime sidonista. Em resposta, este decreta o estado de emergência em 13 de outubro. Consegue recuperar momentaneamente o controlo da situação, mas o movimento de 5 de dezembro estava ferido de morte. Nem a assinatura do armistício, em 11 de novembro, nem a mensagem afetuosa do rei Jorge V de Inglaterra correspondente ao ato vem melhorar a situação. Em 5 de dezembro, Sidónio sofre um primeiro atentado, durante a cerimónia da condecoração dos sobreviventes do NRP Augusto de Castilho, do qual consegue escapar ileso. Não conseguiu escapar ao segundo, levado a cabo por José Júlio da Costa que o abateu a tiro, na Estação do Rossio, em 14 de dezembro de 1918.

## O Sidonismo como ideologia
Após o assassinato de Sidónio, vários governos igualmente instáveis tomaram conta de Portugal. No entanto, o Sidonismo, que originou o Partido Nacional Republicano, continuou vivo. As ideias de Sidónio foram essenciais para a formação de diversas ditaduras na América e na Europa Meridional, chegando a influenciar o militarismo da América do Sul das décadas de 20 e 30. O corporativismo, altamente influenciado no governo de Sidónio, fora "emprestado" como uma das bases do fascismo e do proto-fascismo, como foi presente no Estado Novo (tanto em Portugal e no Brasil), na Itália Fascista e na Espanha Franquista. Isto fez com que o Sidonismo também fosse interpretado como uma forma de Fascismo. No entanto, eles diferem em certos pontos, como o fato de o Sidonismo tolerar minorias étnicas e religiosas e o fato do Sidonismo se importar mais com a autoridade do estado e com a sua função social (sendo necessário, para isto, um governo de qualquer ideologia, seja ela fascista ou não).
O Sidonismo possui sete "pilares do futuro", baseados no patriotismo e numa nova noção de Democracia:
1. Valorização da Pátria, que responde como uma resposta à crise do Estado;
2. Valorização do Estado como única instituição que, apoiado nas forças armadas, pode salvar uma "nação em perigo";
3. Valorização das forças armadas como as únicas instituições com legitimidade para exercer a violência;
4. O "chefe" tem ligação direta com o povo, através da eleição direta por sufrágio universal, e às Forças Armadas, por ser o topo da sua hierarquia. Na concepção de Sidónio, o "chefe" legitima o regime e o partido, pois vai buscar a sua legitimidade diretamente ao povo; nunca o contrário, que correspondia à noção republicana;
5. O "chefe" que legitimaria o partido e entregar-lhe-ia funções, pelo que o partido devia ser nacional, como expressão da unidade nacional à volta do chefe. O "povo" devia ter uma outra forma de representação diferente dos partidos, uma forma que, de acordo com as teorias de Oliveira Martins, emanasse "organicamente" da própria estruturação da sociedade;
6. Seja Monarquia ou República, o que importa é a ligação entre o representante máximo (Rei ou Presidente) com os interesses nacionais, baseado principalmente na função cultural, social e a autoridade do Estado;
7. Recuperação dos valores tradicionais da sociedade.